# Комуністична партія Туркменії
Комуністична партія Туркменії (туркм. Türkmenistanyň Kommunistik Partiýasy) — комуністична партія, відділення Комуністичної партії Радянського Союзу (КПРС) на території Туркменської Радянської Соціалістичної Республіки (Туркменської РСР), правляча і єдина легальна партія в цій республіці з жовтня 1924 року аж до 16 грудня 1991 року.
16 грудня 1991 року з'їзд Комуністичної партії Туркменії абсолютною більшістю в 450 голосів висловився за припинення діяльності КПТ та утворення на її основі іншої політичної організації — Демократичної партії Туркменістану.

### Перші секретарі ЦК КП Туркменії
- 19 листопада 1924 — 1926 (фактично 25 лютого 1925) — Межлаук Іван Іванович
- червень 1926 — 1927 — Ібрагімов Шаймардан Нуріманович
- 1927 — 1928 — Паскуцький Микола Антонович
- 11 травня 1928 — серпень 1930 — Аронштам Григорій Наумович
- серпень 1930 — 15 квітня 1937 — Попок Яків Абрамович
- травень 1937 — жовтень 1937 — Мухаммедов Анна
- жовтень 1937 — листопад 1939 — Чубін Яків Абрамович
- листопад 1939 — березень 1947 — Фонін Михайло Макарович
- березень 1947 — липень 1951 — Батиров Шаджа Батирович
- липень 1951 — 14 грудня 1958 — Бабаєв Сухан Бабайович
- 14 грудня 1958 — 4 травня 1960 — Караєв Джума Дурди
- 13 червня 1960 — 24 грудня 1969 — Овезов Балиш Овезович
- 24 грудня 1969 — 21 грудня 1985 — Гапуров Мухамедназар Гапурович
- 21 грудня 1985 — 16 грудня 1991 — Ніязов Сапармурат Атайович

### Другі секретарі ЦК КП Туркменії
- 20 лютого 1925 — 6 березня 1928 — Сахатмурадов Халмурад
- 6 березня 1928 — 28 лютого 1935 — Веліков Чари
- 3 березня 1935 — травень 1937 — Мухаммедов Анна
- червень 1937 — жовтень 1937 — Бабаєв Хівалі
- 16 липня 1938 — 20 серпня 1940 — Бердиєв Аллаберди
- 27 листопада 1941 — 17 лютого 1945 — Перманов Курбан
- 17 лютого 1945 — 1946 — Мятієв Сеїдназар
- 1946 — 20 березня 1947 — Батиров Шаджа Батирович
- липень 1947 — 10 вересня 1953 — Сєнніков Аркадій Андрійович
- 10 вересня 1953 — 13 червня 1960 — Гришаєнков Федір Архипович
- 13 червня 1960 — 25 березня 1963 — Піменов Михайло Олександрович
- 25 березня 1963 — 14 квітня 1975 — Риков Василь Назарович
- 14 квітня 1975 — 20 грудня 1980 — Переудін Віктор Михайлович
- 20 грудня 1980 — 4 липня 1986 — Рачков Альберт Іванович
- 4 липня 1986 — 16 квітня 1991 — Нестеренко Сергій Михайлович
- 16 квітня 1991 — грудень 1991 — Додонов Олександр Дмитрович